# Anacleta Arnesto Fajardo de Troya
Anacleta Arnesto Fajardo de Troya, född 1809, död 1877, var en patriotisk krigshjältinna i Cartago i Costa Rica. Hon är känd för sin patriotism under filibustiärkriget 1856–1857. Hon omnämns i flera samtida memoarer och dagböcker.